# Lindsey Heaps
Lindsey Heaps, née Horan le 26 mai 1994 à Golden au Colorado, est une joueuse internationale américaine de football. Elle joue actuellement pour l'OL Lyonnes.

## Biographie

### Carrière en club
Formée au Rush du Colorado, Lindsey Heaps s'est révélée dans les jeunes sections américaines. À l'âge de quinze ans, avec les moins de dix-sept ans de l'équipe nationale, elle marque douze buts en neuf matchs et obtient différentes distinctions qui lui ouvrent les portes d'un parcours universitaire. C'est à ce moment-là qu'elle décide de rejoindre l'Europe et qu'elle signe au Paris Saint-Germain, alors qu'elle avait une proposition de l'université de Caroline du Nord. À sa signature, à peine majeure, la presse évoque une rémunération de 120 000 euros par mois.
Sous les ordres de Farid Benstiti, elle s'impose rapidement dans l'effectif parisien et participe activement aux campagnes européennes du club, qui atteint la finale de la Ligue des champions en 2015. Elle est vice-championne de France à trois reprises et finaliste de la Coupe de France en 2014.
Elle résilie son contrat à Paris au début d'année 2016, afin de pouvoir évoluer avec sa sélection, dont les contraintes sont peu compatibles avec les championnats européens (Tobin Heath avait connu la même situation un an auparavant).
Le 13 janvier 2016, elle s'engage avec les Thorns de Portland. Avec sa nouvelle équipe, elle remporte le championnat en 2017 et marque l'unique but de la finale victorieuse au Orlando City Stadium, face au Courage de la Caroline du Nord. Elle est alors désignée MVP de la phase finale 2017. L'année suivante, elle est désignée meilleure joueuse du championnat.
Le 8 octobre 2018, la joueuse est nommée parmi les quinze prétendantes au premier Ballon d'or féminin (elle se classera 10e).
Le 27 janvier 2022, elle fait son retour en Europe et s'engage sous la forme d'un prêt d'une durée de dix-huit mois au club français de l'Olympique lyonnais,. À l'issue de ce prêt, elle est définitivement transférée à Lyon pour une somme de 250 000 €. En 2023, elle est nommée pour le prix The Best – Joueuse de la FIFA. En 2024, elle est nommée pour le prix de la meilleure joueuse de D1 ARKEMA.

### Carrière internationale

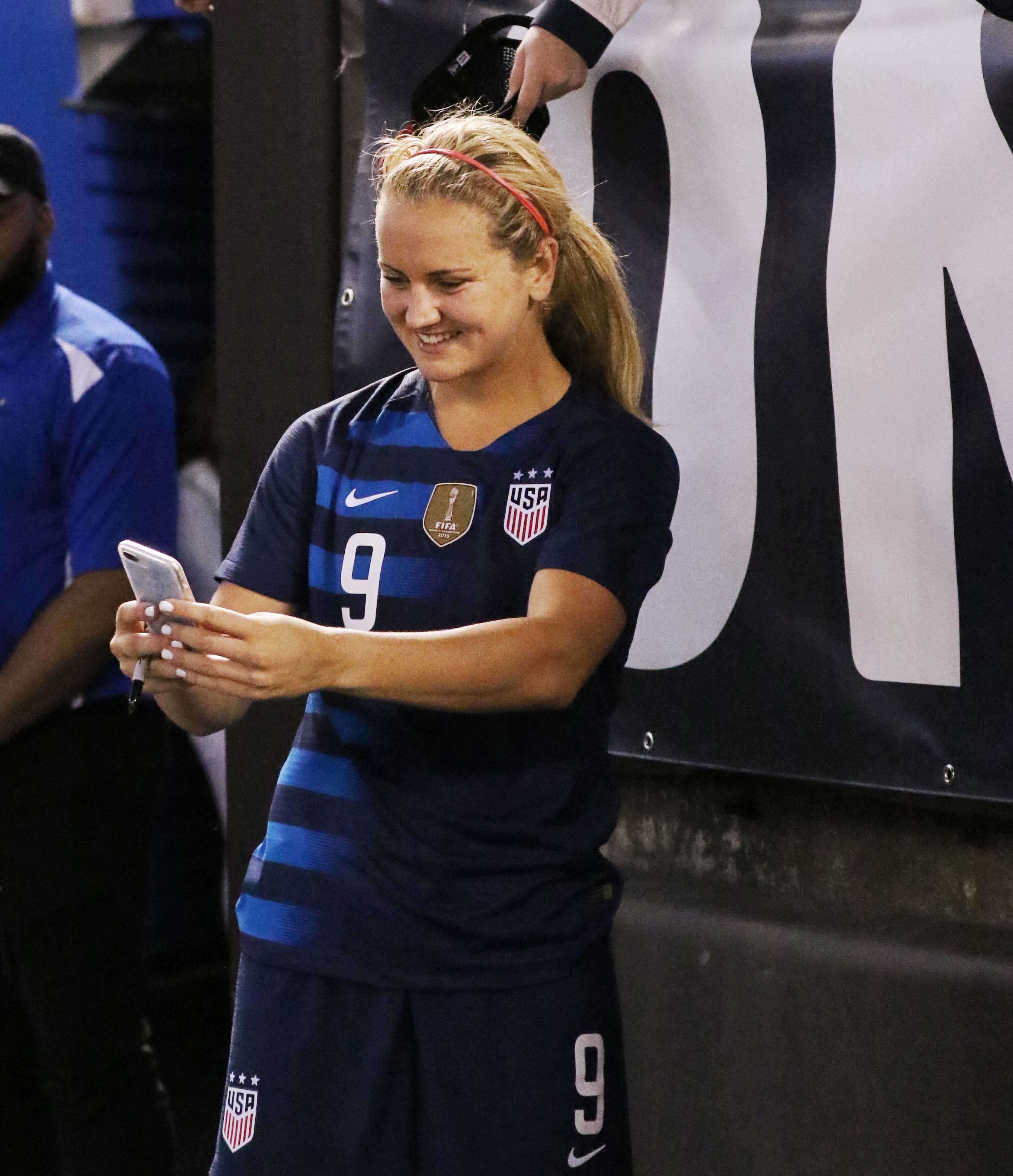
Lindsey Heaps avec l'équipe des États-Unis, en juin 2018.

Lindsey Heaps a été la meilleure buteuse de l'équipe des États-Unis U17 au Championnat de la CONCACAF des moins de 17 ans en 2010, en marquant à quatre reprises.
Après avoir fait ses classes dans les équipes de jeunes, elle débute avec les États-Unis le 8 mars 2013 lors du Tournoi de l'Algarve, face à la Chine.
Le 10 décembre 2015, elle marque son premier but en sélection lors d'une confrontation face à Trinité-et-Tobago. Elle participe alors activement à la qualification aux Jeux olympiques de Rio de Janeiro et marque un but déterminent le 21 février 2016 face au Canada.
En 2016, 2018 et 2020, elle remporte la SheBelieves Cup.
En 2023, elle fait partie des 23 joueuses sélectionnées par Vlatko Andonovski pour participer à la coupe du monde.

## Statistiques
| Saison                | Club                       | Championnat           | Championnat | Championnat | Coupe(s) nationale(s) | Coupe(s) nationale(s) | Compétition(s) continentale(s) | Compétition(s) continentale(s) | Compétition(s) continentale(s) | Total | Total |
| Saison                | Club                       | Division              | M.          | B.          | M.                    | B.                    | Comp.                          | M.                             | B.                             | M.    | B.    |
| 2012-2013             | Paris SG                   | Division 1            | 20          | 17          | 5                     | 3                     | WCL                            | 0                              | 0                              | 25    | 20    |
| 2013-2014             | Paris SG                   | Division 1            | 18          | 14          | 3                     | 2                     | WCL                            | 2                              | 0                              | 23    | 16    |
| 2014-2015             | Paris SG                   | Division 1            | 11          | 9           | 0                     | 0                     | WCL                            | 4                              | 1                              | 15    | 10    |
| 2015-2016             | Paris SG                   | Division 1            | 9           | 6           | 0                     | 0                     | WCL                            | 4                              | 2                              | 13    | 8     |
| Sous-total            | Sous-total                 | Sous-total            | 58          | 46          | 8                     | 5                     | -                              | 10                             | 3                              | 76    | 54    |
| 2016                  | Portland Thorns            | NWSL                  | 15+1        | 5+1         | -                     | -                     | -                              | -                              | -                              | 16    | 6     |
| 2017                  | Portland Thorns            | NWSL                  | 24+2        | 4+1         | -                     | -                     | -                              | -                              | -                              | 26    | 5     |
| 2018                  | Portland Thorns            | NWSL                  | 22+2        | 13+1        | -                     | -                     | -                              | -                              | -                              | 24    | 14    |
| 2019                  | Portland Thorns            | NWSL                  | 13+1        | 1+0         | -                     | -                     | -                              | -                              | -                              | 14    | 1     |
| 2020                  | Portland Thorns            | NWSL                  | 4           | 1           | 8                     | 2                     | -                              | -                              | -                              | 12    | 3     |
| 2021                  | Portland Thorns            | NWSL                  | 13          | 2           | 3                     | 1                     | International Women's Cup 2021 | 1                              | 0                              | 17    | 3     |
| Sous-total            | Sous-total                 | Sous-total            | 87          | 25          | 11                    | 3                     | -                              | 1                              | 0                              | 99    | 28    |
| 2021-2022             | Olympique Lyonnais Féminin | Division 1            | 5           | 0           | 0                     | 0                     | WCL                            | 5                              | 0                              | 10    | 0     |
| 2022-2023             | Olympique Lyonnais Féminin | Division 1            | 14          | 5           | 4                     | 1                     | WCL                            | 8                              | 2                              | 26    | 8     |
| 2023-2024             | Olympique Lyonnais Féminin | Division 1            | 13+2        | 6           | 2                     | 1                     | WCL                            | 9                              | 0                              | 26    | 7     |
| 2024-2025             | Olympique Lyonnais Féminin | Division 1            | 15+2        | 11+1        | 0                     | 0                     | WCL                            | 10                             | 1                              | 27    | 13    |
| Sous-total            | Sous-total                 | Sous-total            | 47+4        | 22+1        | 6                     | 2                     | -                              | 32                             | 3                              | 89    | 28    |
| Total sur la carrière | Total sur la carrière      | Total sur la carrière | 194+8       | 95+3        | 25                    | 10                    | -                              | 39                             | 6                              | 266   | 114   |

## Palmarès

### En club
Paris Saint-Germain
- Championnat de France
  - Vice-championne en 2014, 2015 et 2016

- Coupe de France
  - Finaliste en 2014

 Portland Thorns
- Championnat des États-Unis (1) 
  - Vainqueur en 2017
  - Finaliste en 2018

 Olympique lyonnais
- Championnat de France (4) 
  - Championne en 2022, 2023, 2024 et 2025
- Ligue des champions (1) 
  - Vainqueur en 2022
- Trophée des championnes (2) 
  - Vainqueur en 2022 et 2023
- Women's International Champions Cup (1) 
  - Vainqueur en 2022
- Coupe de France (1) 
  - Vainqueur en 2023

### En sélection
États-Unis
- Championnat de la CONCACAF U20 :
  - Vainqueur en 2014
- SheBelieves Cup :
  - Vainqueur en 2016 et 2018.
- Tournoi des nations :
  - Vainqueur en 2018.
- Coupe du monde
  - Vainqueur en 2019.
- Gold Cup féminine de la CONCACAF
  - Vainqueur en 2024.
- Jeux Olympiques
  - Vainqueur en 2024

## Distinctions individuelles
- MVP du Championnat des États-Unis (NWSL) en 2017 (phase finale) et 2018.
- Nommée dans l'équipe type de Division 1 aux Trophées UNFP du football 2023[16]
- Nommée dans l'équipe-type de Division 1 aux Trophées UNFP du football 2024[17]

## Vie privée
Le 28 décembre 2024, elle épouse Tyler Heaps, analyste pour la Fédération des États-Unis de soccer. Elle adopte immédiatement son nom marital en équipe nationale, ainsi qu’en club.